# 甲丙醚
1-甲氧基丙烷（英語：1-methoxypropane），也称为甲基丙基醚（英語：methyl propyl ether），简称甲丙醚，是一种醚类有机化合物，结构简式CH3OCH2CH2CH3，常温常压下为无色易燃液体，沸点38.8°C，曾经作为全身麻醉药使用。